# Campylocentrum hasslerianum
Campylocentrum hasslerianum är en orkidéart som beskrevs av Frederico Carlos Hoehne. Campylocentrum hasslerianum ingår i släktet Campylocentrum och familjen orkidéer.
Artens utbredningsområde är Paraguay. Inga underarter finns listade i Catalogue of Life.